# Rizom (filozofija)
Rizóm je kot pojem v filozofijo iz botanike (glej Rizom) prenesel Gilles Deleuze. Pomeni splet, ki mu ne moremo določiti središčne točke. Podobno kot pri koreninskem spletu ne moremo razločiti točke začetka ne konca rasline. Vsaka točka je možen začetek ali konec. Nasprotno pa pri drevesni strukturi rastline ali običajni korenini pridemo da posameznega lista le po eni poti iz izhodišča (debla), ki se cepi na veje in vejice. Podobno se lahko uporabi tudi botanični pojem micelij.